# Roberto Enríquez Lavaud
Pour les articles homonymes, voir Enríquez et Lavaud.
Roberto Enríquez Lavaud, né le 14 juillet 1968 à Caracas, est un homme politique vénézuélien.

## Biographie
Né le 14 juillet 1968 à Caracas, il est diplômé en droit de l'Université Santa María, et a été secrétaire général de l'Alliance nationale étudiante.
En 1989, il dirige la campagne d'Oswaldo Álvarez Paz pour le poste de gouverneur de l'État de Zulia, alors qu'il fait partie de la jeunesse du Copei. En 2006, il a été directeur de campagne du candidat à la présidentielle Sergio Omar Calderón. En 2010, il est élu député à l'Assemblée nationale de l'État de Miranda. En 2008, il dirige le COPEI. Il est empêché de participer aux élections législatives vénézuéliennes de 2015 après avoir été destitué par le Tribunal suprême de justice.
Brièvement arrêté en 2017, il obtient l'asile politique du Chili et se réfugie dans la résidence de l'ambassadeur.  Il quitte celle-ci en 2021.
Le 2 décembre 2019, le Tribunal suprême de justice remplace la présidente Mercedes Malavé par Miguel Salazar. Juan Carlos Alvarado est maintenu comme secrétaire général, tandis que Alexander Cordero devient premier-vice président à la place d'Antonio Calviño, Jesús Jiménez Vilchez devient deuxième vice-président à la place de Rafael Hernández. Enfin, José Jonathan Patty devient secrétaire adjoint à la place d'Iber Asención.